# Allium lilacinum
Allium lilacinum — вид рослин з родини амарилісових (Amaryllidaceae); ендемік Гімалаїв північного заходу Індії.

## Поширення
Ендемік Гімалаїв північного заходу Індії.